# Gabriel Leung

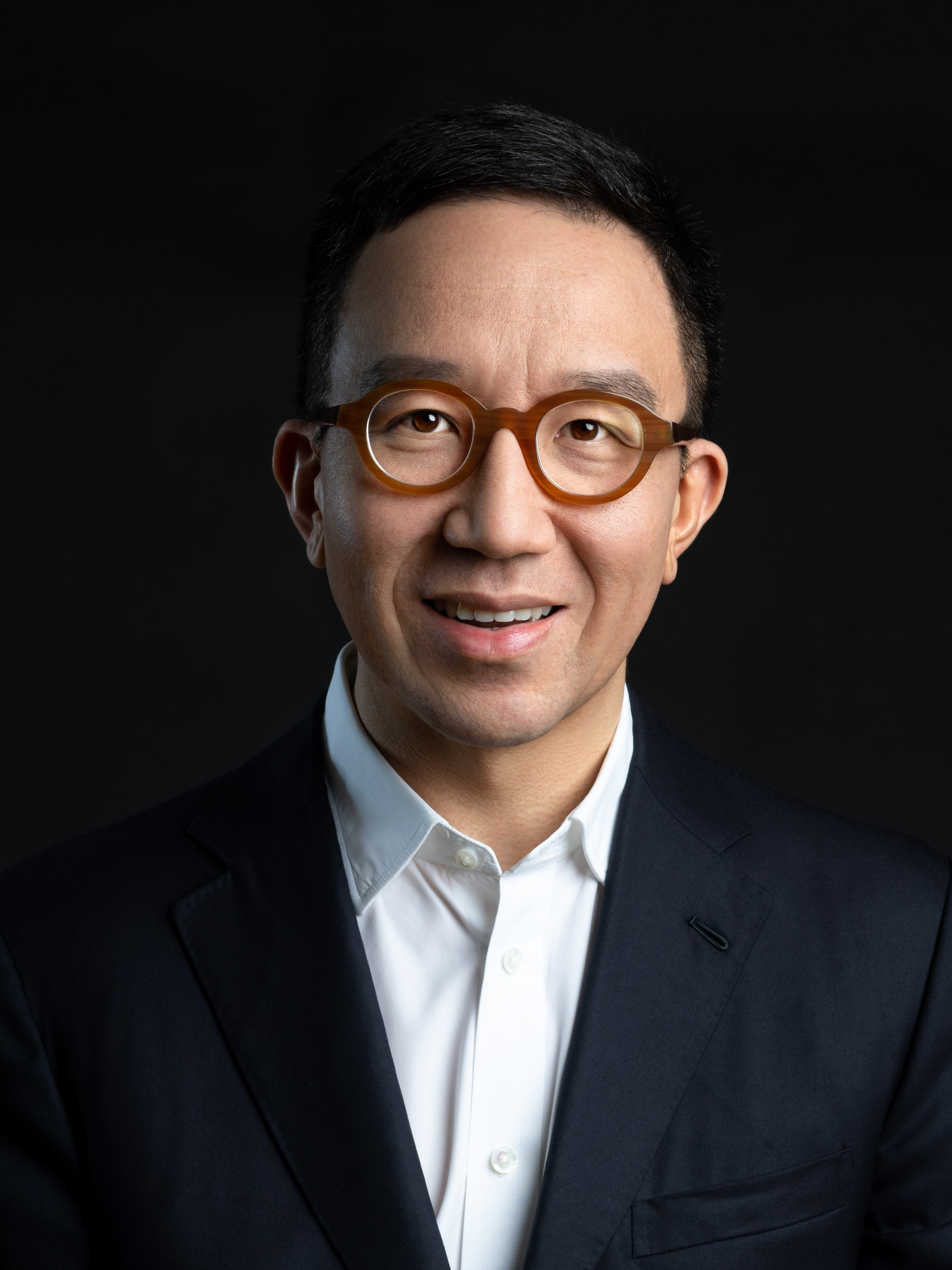
Gabriel Leung

Gabriel Matthew Leung (chinesisch 梁卓偉; * 6. November 1972) ist ein Mediziner und Epidemiologe aus Hongkong. Er ist Dekan der medizinischen Fakultät der Universität Hongkong. Er beschäftigt sich mit Infektionskrankheiten und dem öffentlichen Gesundheitswesen. Neben seiner wissenschaftlichen Tätigkeit fungierte er als Untersekretär für Nahrung und Gesundheit der Regierung von Hongkong.

## Herkunft und Werdegang
Leung erhielt seine schulische Ausbildung in Hongkong und dem Vereinigten Königreich. Er studierte Medizin an der University of Western Ontario. Danach absolvierte er eine allgemeinärztliche Weiterbildung in Toronto. Seinen Masterabschluss machte er an der Harvard University, seine Promotion an der HKU. Dort trat er 2006 eine Professur an.

## Wissenschaftliche und gesundheitspolitische Tätigkeit
Leung publizierte maßgebliche epidemiologische Arbeiten zur SARS-Pandemie 2002/2003 und zur Vogelgrippe H7N9 und zu COVID-19. Neben seiner Arbeit an infektiösen Erkrankungen beschäftigt sich Leung auch mit drei longitudinalen Beobachtungsstudien der Bevölkerung von Hongkong.
2008 nahm er als Untersekretär für Nahrung und Gesundheit ein politisches Amt an, das er bis 2011 ausübte. Während der Pandemie H1N1 2009/10 koordinierte Leung die Reaktion der Hongkonger Behörden. In seiner gesundheitspolitischen Tätigkeit setzte er sich für internationale Zusammenarbeit von Politik und Forschung zur Verhütung von Infektionskrankheiten ein. Hierfür schuf er in Hongkong den institutionellen Rahmen.
Leung war für die Fachzeitschriften Public Health und Epidemics als Herausgeber tätig. Ebenso gehörte er zu den Gründungsherausgebern des wöchentlichen Bulletins des CCDC.